# Gabriela Medina
Gabriela Elizabeth Medina Solórzano (* 3. Juli 1985 in Guadalajara) ist eine ehemalige mexikanische Leichtathletin, die im Sprint und im Mittelstreckenlauf an den Start ging.

## Sportliche Laufbahn
Erste internationale Erfahrungen sammelte Gabriela Medina im Jahr 2000, als sie bei den U17-CAC-Meisterschaften in San Juan in 57,10 s den vierten Platz im 400-Meter-Lauf belegte und über 800 Meter in 2:13,99 min die Bronzemedaille gewann. Anschließend belegte sie bei den U25-NACAC-Meisterschaften in Monterrey in 57,33 s den siebten Platz über 400 Meter und gewann mit der mexikanischen 4-mal-400-Meter-Staffel in 3:49,83 min die Bronzemedaille hinter den Teams aus Barbados und Kanada. Im Jahr darauf schied sie bei den Jugendweltmeisterschaften in Debrecen mit 56,32 s im Halbfinale über 400 Meter aus und verpasste mit der Sprintstaffel (1000 Meter) mit 2:15,15 min den Finaleinzug. 2002 belegte sie bei den CAC-Juniorenmeisterschaften in Bridgetown in 55,26 s den fünften Platz über 400 Meter und gewann in 2:10,35 min die Bronzemedaille im 800-Meter-Lauf. Anschließend schied sie bei den Juniorenweltmeisterschaften in Kingston mit 56,05 s in der ersten Runde über 400 Meter aus. Daraufhin belegte sie bei den Zentralamerika- und Karibikspielen in San Salvador in 54,40 s den vierten Platz über 400 Meter und gewann in 2:06,55 min die Bronzemedaille über 800 Meter hinter der Surinamerin Letitia Vriesde und Lysaira del Valle aus Puerto Rico. Zudem siegte sie in 3:31,24 min mit der 4-mal-400-Meter-Staffel und stellte damit einen neuen Spielerekord auf. Im Jahr darauf belegte sie bei den CAC-Meisterschaften in St. George’s in 53,55 s den siebten Platz über 400 Meter und wurde im Staffelbewerb in 3:35,07 min Vierte. Anschließend schied sie bei den Panamerikanischen Spielen in Santo Domingo mit 2:10,69 min im Vorlauf über 800 Meter aus und belegte im Staffelbewerb in 3:28,23 min den vierten Platz. Daraufhin schied sie bei den Weltmeisterschaften in Paris mit der Staffel mit 3:29,74 min in der Vorrunde aus. 2004 schied sie bei den Juniorenweltmeisterschaften in Grosseto mit 55,95 s in der ersten Runde über 400 Meter aus und wurde mit der 4-mal-100-Meter-Staffel im Vorlauf disqualifiziert.
2005 kam sie bei den Weltmeisterschaften in Helsinki mit 3:31,41 min nicht über den Vorlauf mit der Staffel hinaus. Im Jahr darauf gewann sie bei den Ibero-Amerikanischen Meisterschaften in Ponce in 2:03,43 min die Silbermedaille über 800 Meter hinter der Kolumbianerin Rosibel García und siegte mit der Staffel in 3:33,56 min. Anschließend gewann sie bei den U23-NACAC-Meisterschaften in Santo Domingo in 2:05,02 min die Silbermedaille über 800 Meter hinter der US-Amerikanerin Alysia Montaño und gewann auch mit der Staffel in 3:41,66 min die Silbermedaille hinter dem US-amerikanischen Team. Kurz darauf gewann sie bei den Zentralamerika- und Karibikspielen in Cartagena in 2:06,15 min die Bronzemedaille über 800 Meter hinter der Kubanerin Zulia Calatayud und Rosibel García aus Kolumbien und verteidigte im Staffelbewerb mit 3:29,92 min ihren Titel. 2007 schied sie bei den Panamerikanischen Spielen in Rio de Janeiro mit 52,22 s im Vorlauf über 400 Meter aus und gewann mit der 4-mal-400-Meter-Staffel in 3:27,75 min gemeinsam mit María Teresa Rugerio, Zudikey Rodríguez und Ana Guevara die Silbermedaille hinter dem kubanischen Team. Anschließend schied sie bei den Weltmeisterschaften in Osaka mit 53,16 s in der ersten Runde über 400 Meter aus und belegte mit der Staffel in 3:29,18 min im Finale den achten Platz. Im Jahr darauf belegte sie bei den Ibero-Amerikanischen Meisterschaften in Iquique in 24,21 s den fünften Platz im 200-Meter-Lauf und siegte mit der Staffel in 3:33,27 min. Anschließend gewann sie bei den CAC-Meisterschaften in Cali in 51,78 s die Silbermedaille über 400 Meter hinter der Kubanerin Indira Terrero und sicherte sich auch im Staffelbewerb in 3:29,94 min die Silbermedaille hinter dem kubanischen Team. Im August nahm sie an den Olympischen Sommerspielen in Peking teil und schied dort mit 52,97 s im Halbfinale über 400 Meter aus und verpasste mit der Staffel mit 3:30,36 min den Finaleinzug.
2010 belegte sie bei den Ibero-Amerikanischen Meisterschaften in San Fernando in 2:05,50 min den siebten Platz über 800 Meter und gewann mit der 4-mal-400-Meter-Staffel in 3:32,96 min die Silbermedaille hinter dem Team aus Kuba. Anschließend belegte sie bei den Zentralamerika- und Karibikspielen in Mayagüez in 2:07,57 min den fünften Platz über 800 Meter und wurde mit der Staffel disqualifiziert. Im Jahr darauf siegte sie bei den CAC-Meisterschaften ebendort in 2:01,50 min über 800 Meter und belegte im Staffelbewerb in 3:35,12 min den vierten Platz. Anschließend gewann sie bei den Panamerikanischen Spielen in Guadalajara in 2:04,41 min die Silbermedaille über 800 Meter hinter der Kubanerin Adriana Muñoz und belegte mit der Staffel in 3:40,07 min den fünften Platz. 2012 schied sie bei den Ibero-Amerikanischen Meisterschaften in Barquisimeto mit 2:13,04 min im Vorlauf über 800 Meter aus und im Jahr darauf belegte sie bei den CAC-Meisterschaften in Morelia in 52,90 s und 2:03,11 min jeweils den vierten Platz über 400 und 800 Meter. Zudem gewann sie mit der Staffel in 3:34,52 min die Silbermedaille hinter dem Team aus Trinidad und Tobago. Bei den IAAF World Relays 2014 auf den Bahamas belegte sie mit der 4-mal-800-Meter-Staffel in 8:24,45 min den siebten Platz und im August siegte sie in 2:03,11 min über 800 Meter bei den Ibero-Amerikanischen Meisterschaften in São Paulo. Kurz darauf gewann sie beim Panamerikanischen Sportfestival in Mexiko-Stadt in 2:04,47 min die Bronzemedaille hinter den Kubanerinnen Rose Mary Almanza und Sahily Diago. Anschließend gewann sie bei den CAC-Spielen in Xalapa in 2:02,36 min die Bronzemedaille über 800 Meter hinter der Kubanerin Almanza und ihrer Landsfrau Cristina Guevara. Zudem gewann sie im Staffelbewerb in 3:33,16 min die Silbermedaille hinter dem kubanischen Team. Im Jahr darauf wurde sie bei den IAAF World Relays 2015 in Nassau in 8:30,56 min Siebte in der 4-mal-800-Meter-Staffel und anschließend belegte sie bei den Panamerikanischen Spielen in Toronto in 2:03,91 min den sechsten Platz über 800 Meter und verpasste mit der 4-mal-400-Meter-Staffel mit 3:32,29 min den Finaleinzug. Daraufhin gewann sie bei den NACAC-Meisterschaften in San José in 2:02,13 min die Silbermedaille über 800 Meter hinter der US-Amerikanerin Chanelle Price. 2019 beendete sie dann ihre aktive sportliche Karriere im Alter von 34 Jahren.
In den Jahren 2006 und 2007 sowie 2012 und 2013 sowie 2018 wurde Medina mexikanische Meisterin im 400-Meter-Lauf sowie 2003 und 2006, 2010, 2013 und 2014 und 2016 über 800 Meter. Zudem wurde sie 2013, 2016 und 2018 Landesmeisterin in der 4-mal-400-Meter-Staffel.

## Persönliche Bestleistungen
- 200 Meter: 24,21 s (−0,5 m/s), 15. Juni 2008 in Iquique
- 400 Meter: 51,25 s, 5. Mai 2007 in Xalapa
- 800 Meter: 2:01,50 min, 17. Juli 2011 in Mayagüez